# Kirche Christi (Mormonentum)

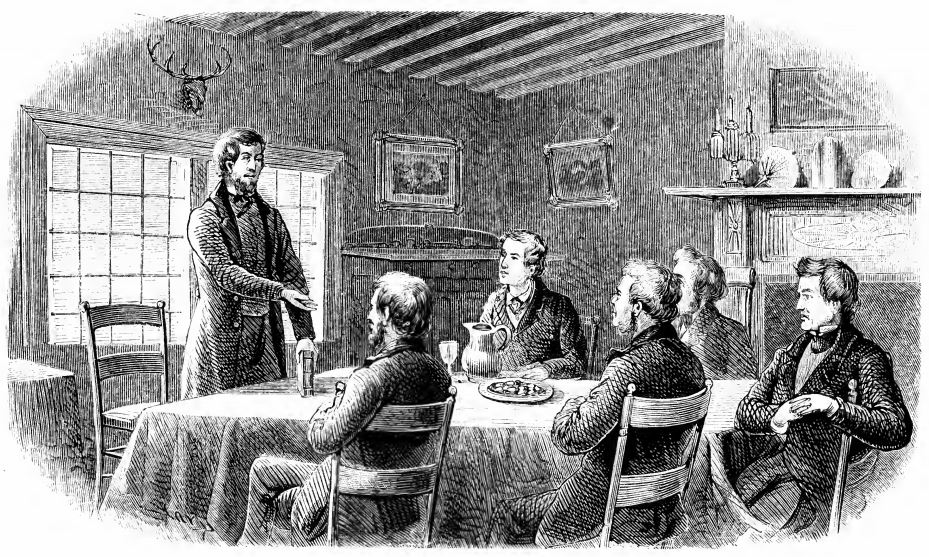
Darstellung der Gründung der Kirche aus dem Buch The Rocky Mountain Saints.

Kirche Christi (englisch  Church of Christ) war der ursprüngliche Name der mormonischen Kirche, die von Joseph Smith gegründet wurde. Sie wurde informell im Jahre 1829 im Staate New York und formell am 6. April 1830 gegründet. Sie war die erste Organisation, die die Prinzipien des von Smith erst kurz zuvor veröffentlichten Buch Mormon übernahm, und war deshalb formell der Beginn des Mormonentums. Spätere Namen für diese Organisation waren Kirche der Heiligen der Letzten Tage, Kirche Jesu Christi, Kirche Gottes und zum Schluss Kirche Jesu Christi der Heiligen der Letzten Tage. Smith und seine Gefolgsleute gaben bekannt, dass die Kirche Christi eine Wiederherstellung der Kirche aus dem 1. Jahrhundert nach Christus sei. Die anderen Kirchen hätten nicht mehr die Gnade Gottes und dessen Autorität wegen der „Großen Apostasie“. Nach der Ermordung von Joseph Smith gab es eine Nachfolgerkrise und die Mehrheit folgte Brigham Young in das Utah-Territorium. Es blieb aber eine kleine Anzahl an Gläubigen im Mittleren Westen und gründete dort Kirchen. Jede dieser Kirchen hält sich für den rechtmäßigen Nachfolger der Kirche Christi, unter anderem die Gemeinschaft Christi und die Kirche Jesu Christi der Heiligen der Letzten Tage.

## Organisierung der Kirche
Am 6. April 1830 trafen sich Joseph Smith, Oliver Cowdery, und eine Gruppe von ungefähr 30 Gläubigen mit der Absicht, die Kirche Christi in eine legale Institution zu verwandeln. Es ist unsicher, ob die Organisierung im Haus von Peter Whitmer Sr. in Fayette (New York) oder im Haus von Joseph Smith Sr. in Manchester (New York) stattfand. Bald nach der formalen Organisation wurden Zweige eröffnet in Manchester, Fayette, und Colesville.

### Ort der Organisation

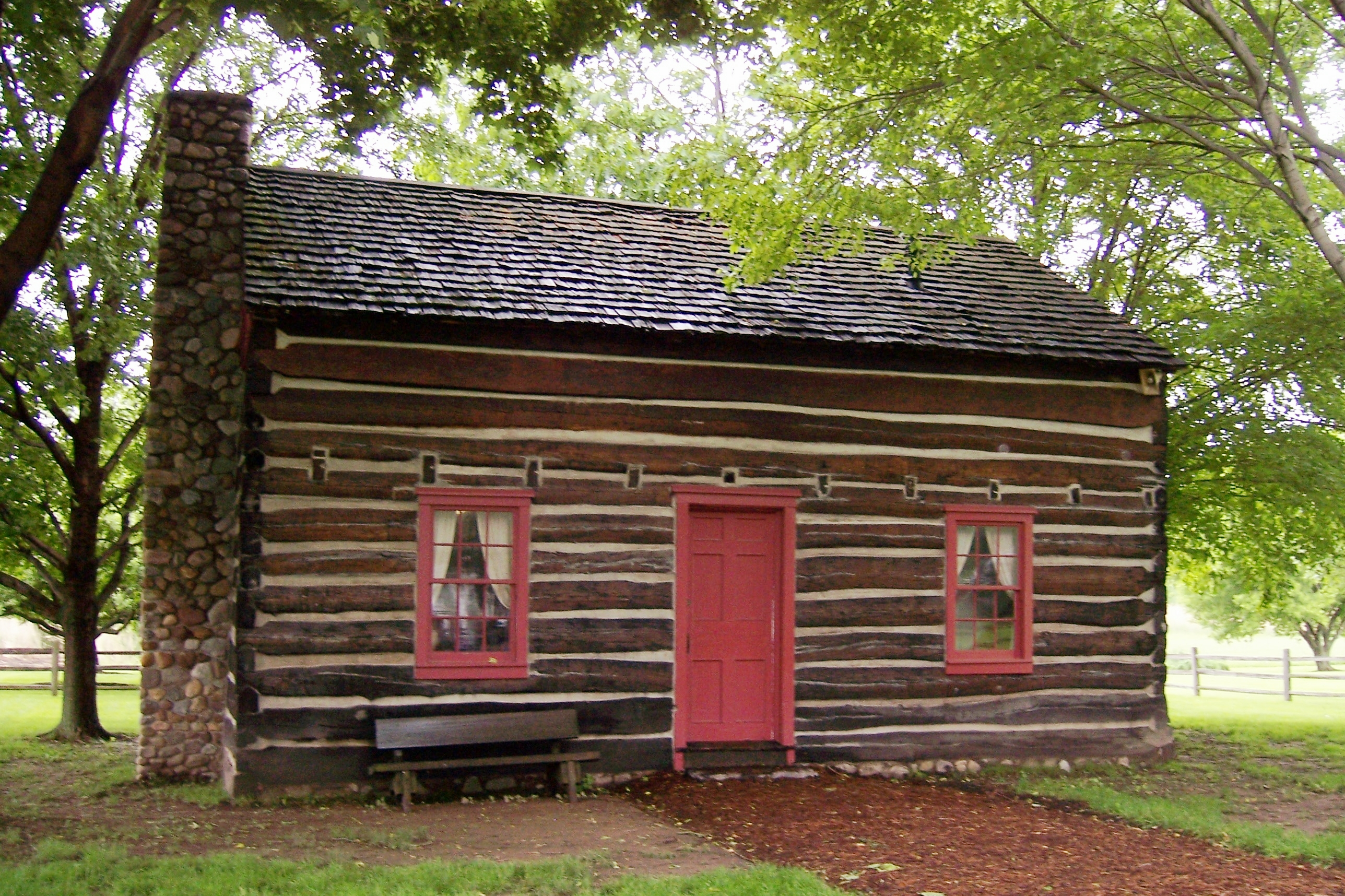
Eine Rekonstruktion des Hauses von Peter Whitmer in Fayette, New York.

Vor 1834 gaben alle Kirchenveröffentlichungen und Dokumente an, dass die Kirche im Haus der Smiths in Manchester organisiert wurde. Ab dem Jahr 1834 jedoch gaben einige Kirchenveröffentlichungen an, dass Organisationstreffen habe sich in Fayette im Haus von Peter Whitmer Sr. ereignet. Das Haus der Whitmers war ein Platz für viele Treffen während dieser Zeitperiode gewesen. Offiziell geben die Kirchen des Mormonentums den Geburtsort ihrer Religion mit Fayette an und in der offiziellen Geschichte von Joseph Smith wird Fayette als Gründungsort angegeben. Im Jahre 1887 bezeugte David Whitmer, dass das Gründungstreffen in Fayette stattgefunden habe. Die größte Nachfolgeorganisation der Kirche Christi, die HLT-Kirche, akzeptiert Fayette als offiziellen Gründungsort der Organisierung der Kirche.

### Ereignisse bei der Organisation
Nach späteren Berichten war die Organisation ein charismatisches Ereignis. Einige Mitglieder der Gemeinde hatten Visionen, prophezeiten und sprachen in Zungenrede. Das Priestertum wurde vergeben und Smith und Cowdery wurden beide ordiniert als „Apostel von Jesus Christus, Ältester der Kirche“. Dieser Bericht wurde im Jahr 1835 verändert, um bekanntzugeben, dass Smith der „Erste Älteste“ und Cowdery der „Zweite Älteste“ sei.

### Erste Mitglieder der Kirche
Nach der HLT-Kirche waren die ersten sechs Mitglieder:
- Oliver Cowdery
- Joseph Smith
- Hyrum Smith
- Peter Whitmer, Jr.
- Samuel H. Smith
- David Whitmer

## Der Name der Kirche
Die Offenbarungen von Smith führten zur Gründung der Kirche Christi im Jahre 1830 und er offenbarte, dass Gott ihm diesen Namen für die Kirche gegeben habe. Smith lehrte auch, dass die Kirche in den „Letzten Tagen“ wiederhergestellt werde. Dies sei die Zeit unmittelbar vor dem Zweiten Kommen von Jesus Christus. Die Mitglieder der Kirche wurden, um Verwechslungen mit anderen Kirchen dieser Zeit zu vermeiden, Mormonen genannt.

## Nachfolge
Fast jede Kirche des Mormonentums behauptet, die Nachfolgeorganisation dieser Kirche zu sein. Dies gilt zum Beispiel für die Kirche Jesu Christi der Heiligen der Letzten Tage, die Gemeinschaft Christi, die Kirche Christi (Temple Lot) und die Kirche Christi mit der Elias-Botschaft. All diese Kirchen behaupten, dass sie von Smith am 6. April 1830 gegründet worden seien. Die Kirche Jesu Christi (Bickertoniten) gibt an, dass sie nach der Kirche Christi gegründet worden sei, jedoch behauptet sie, eine Wiederherstellung dieser Kirche zu sein.
Im Jahre 1880 wurde gerichtlich die Gemeinschaft Christi als Rechtsnachfolgerin der Kirche Christi festgelegt. Die Berufung der HLT-Kirche wurde abgelehnt, da sie sich zu weit von der ursprünglichen Kirche entfernt habe.
Im Jahre 1894 entschied ein Bundesgericht wieder, dass die Gemeinschaft Christi die Nachfolgeorganisation der Kirche Christi ist.

## Weitere Literatur
- Gründung der Kirche, 1830 in der Enzyklopädie des Mormonismus